# 海员教堂
海员教堂（英語：Mariner's Temple）原名“奥利佛街浸信会教堂”，是一座浸信会教堂，位于纽约市曼哈顿双桥区显利街3号。这是一座爱奥尼柱式的褐石建筑。
该堂创建于1795年，每年二月的第四个周日，都有建堂周年庆祝活动。2012年，该堂庆祝了建堂217周年纪念日和周三午餐礼拜27周年。现任牧师是 Henrietta Carter博士，他担任主任牧师已有13年之久。